# TUBEst III
『TUBEst III 』（チューベスト スリー）は、2000年5月13日にSony Recordsから発売されたTUBEの3枚目のベスト・アルバム（規格品番はSRCL-4818/19）。2003年5月2日にSony Music Associated Recordsより再発売された（規格品番はAICL-1430/1）。

## 概要
デビュー15周年記念として発売。DISC1前半は1996年から1999年までのシングル曲（Original Singles）が選曲されており、DISC1後半では過去の楽曲でリクエストの多かった作品を「Re-newed Singles」と分類して新規収録している。DISC2では「シーズン・イン・ザ・サン」と「夏を抱きしめて」をリミックス曲として新規収録されている。
当初は2枚組の初回限定盤（SRCL-4818/19）とCD1枚のみの通常盤（SRCL-4820）2品番にて発売が告知されていたが、直前で通常盤が発売中止。2枚組のみ発売となり初回限定盤はホワイトスリーブケース仕様のみとなった。2003年の再発盤も同様に2枚組仕様となっているが、パッケージは通常盤仕様である。
前回のオリジナルアルバム『Blue Reef』以降に発売されたシングル「Yheei!」と「IN MY DREAM」は本作でアルバム初収録となったが、1か月前に発売された「Truth of Time」は本作には収録されていない。また、「Only You 君と夏の日を」のみアルバム『Only Good Summer』収録のAlbum Version（演奏終わりに前田の『Oh yheei!』の声が収録）で収録されている。
本作で首位を前出の『Only Good Summer』以来4年ぶりに獲得、2000年のゴールドディスク大賞（アルバムオブザイヤー）を受賞。久々にミリオン認定された。オリコン集計では93万枚でミリオンには届いていない。
期間限定で本作購入者対象のスクリーンセーバーの配布が行われた。（CDをパソコンに挿入し認証を行うシステムで提供）

## 収録曲
| #         | タイトル                            | 作詞      | 作曲               | 編曲           | 時間  |
| --------- | ----------------------------------- | --------- | ------------------ | -------------- | ----- |
| 1.        | 「Only You 君と夏の日を」           | 前田亘輝  | 春畑道哉           | TUBE           | 4:19  |
| 2.        | 「情熱」                            | 前田亘輝  | 春畑道哉           | TUBE           | 5:04  |
| 3.        | 「Purity 〜ピュアティ〜」           | 前田亘輝  | 春畑道哉           | TUBE           | 4:16  |
| 4.        | 「-純情-」                          | 前田亘輝  | 春畑道哉           | TUBE           | 3:54  |
| 5.        | 「-花火-」                          | 前田亘輝  | 春畑道哉           | TUBE           | 3:54  |
| 6.        | 「きっと どこかで」                 | 前田亘輝  | 春畑道哉           | 池田大介、TUBE | 3:31  |
| 7.        | 「ひまわり」                        | 前田亘輝  | 春畑道哉           | TUBE           | 4:26  |
| 8.        | 「Yheei!」                          | 前田亘輝  | 春畑道哉           | 池田大介、TUBE | 4:59  |
| 9.        | 「IN MY DREAM」                     | 前田亘輝  | 春畑道哉           | 池田大介、TUBE | 4:28  |
| 10.       | 「ベストセラー・サマー (Re-newed)」 | 三浦徳子  | 鈴木キサブロー     | 小野塚晃       | 3:45  |
| 11.       | 「SUMMER DREAM (Re-newed)」         | 亜蘭知子  | 織田哲郎           | 吉川忠英       | 4:35  |
| 12.       | 「SUMMER CITY (Re-newed)」          | 前田亘輝  | 前田亘輝           | 島英二         | 4:18  |
| 13.       | 「あー夏休み (Re-newed)」           | 前田亘輝  | 春畑道哉、前田亘輝 | 池田大介       | 4:21  |
| 14.       | 「さよならイエスタデイ (Re-newed)」 | 前田亘輝  | 春畑道哉           | 沓野行秀       | 4:57  |
| 15.       | 「ガラスのメモリーズ (Re-newed)」   | 前田亘輝  | 春畑道哉           | 葉山たけし     | 5:07  |
| 合計時間: | 合計時間:                           | 合計時間: | 合計時間:          | 合計時間:      | 65:54 |

| #         | タイトル                                      | 作詞      | 作曲      | 編曲      | 時間 |
| --------- | --------------------------------------------- | --------- | --------- | --------- | ---- |
| 1.        | 「シーズン・イン・ザ・サン (Re-mix Version)」 | 亜蘭知子  | 織田哲郎  | 織田哲郎  | 4:21 |
| 2.        | 「夏を抱きしめて (Acoustic Version)」         | 前田亘輝  | 春畑道哉  | TUBE      | 4:55 |
| 合計時間: | 合計時間:                                     | 合計時間: | 合計時間: | 合計時間: | 9:16 |

## 収録アルバム
- Melodies & Memories II(韓国盤) (DISC2 #1)

## 参加ミュージシャン
Disc 1
- 直居隆雄：4beat Guitar (#10)
- 吉川忠英：Bottleneck Guitar, Ukulele (#11)
- 島英二 (ザ・ワイルドワンズ)：Teketeke & Surfin Solo Guitar (#12)
- 鈴木英夫：Spanish Guitar (#14)
- 葉山たけし：Acoustic Guitar, Synthesizer (#15)
- 鹿島伸夫：Piano, Organ (#1.6.8)
- 中西康晴：Piano (#2)
- 小野塚晃 (DIMENSION)：Piano, Synthesizer (#4.5.10)
- エルトン永田：Synthesizer (#3)
- 池田大介：Synthesizer (#6.9.13)
- 沓野行秀 (Riding)：Percussion (#1.2.5.7.8.10.14)
- 斉藤ノヴ：Percussion (#2.3.4)
- 安井源之新、Kazuhiro Mishima：Percussion (#2)
- 古川真一：Chorus (#1)
- 小松久
  - Chorus (#1)
  - Ukulele (#11)
- 村上恭太郎：Chorus (#7.12)
- 伊藤一義 (Riding)：Chorus (#8)
- Nana Hoshi：Chorus (#11)
- Robert Greenidge：Steel Drum (#2)
- TAMA MUSIC
  - Strings Section (#3.13)
  - Tuba (#13)
- 佐々木史郎、小林太：Trumpet (#10)
- 河合わかば：Trombone (#10)
- 勝田一樹 (DIMENSION)
  - Saxophone (#10)
  - Sax Solo(#12)
- AMI BALL：Pu'ili (#11)
- 水野弘文：Accordion (#13)
- 中尾昌文：Manipulator (#1.3)
- 佐藤晶：Manipulator (#4.5.7.10.11)
- Fumihiko Sakai：Manipulator (#12)

Special CD
- 小倉博和：Electric Guitar (#1)
- 美久月千晴：Bass (#1)
- 小野塚晃 (DIMENSION)：Piano, Synthesizer (#2)
- 古川真一：Chorus (#2)
- TAMA MUSIC：Strings Section (#2)
- Akira Sato：Manipulator (#2)